# Ingenjör Andrées luftfärd
Ingenjör Andrées luftfärd är en roman från 1967 av den svenske författaren Per Olof Sundman. Den handlar om Andrées polarexpedition år 1897. Romanen bygger i hög grad på dokument och berättarstilen är objektiv. Sundman ägnade sig åt noggrann forskning innan han skrev boken. Han samlade de dokument han fått tag på i collageboken Ingen fruktan, intet hopp som gavs ut 1968.
Romanen innehåller en av de första tydliga offentliga omvärderingarna av ingenjör S.A. Andrée, som av sin samtid och tiden därefter allmänt hölls för hjälte. Boken tilldelades Nordiska rådets litteraturpris 1968. Motiveringen löd: "Romanen, Ingenjör Andrées luftfärd, förenar stark inre och yttre spänning med en egenartad saklighetens poesi."
Boken filmatiserades med samma titel 1982 i regi av Jan Troell, med Max von Sydow i rollen som Andrée.

### Fotnoter
1. ↑  ”Ingenjör Andrées luftfärd” (på engelska). Worldcat. 10 mars 1967. http://www.worldcat.org/title/ingenjor-andrees-luftfard/oclc/4039679&referer=brief_results. Läst 18 december 2014.
2. ↑  ”1968 Per Olof Sundman, Sverige: Ingenjör Andrées luftfärd”. Nordiska rådet. http://www.norden.org/sv/nordiska-raadet/nordiska-raadets-priser/nordisk-raads-litteraturpris/vinnare/1968. Läst 29 januari 2018.